# Verbascum freynii
Verbascum freynii är en flenörtsväxtart som först beskrevs av Paul Ernst Emil Sintenis, och fick sitt nu gällande namn av Svante Samuel Murbeck. Verbascum freynii ingår i släktet kungsljus, och familjen flenörtsväxter. Inga underarter finns listade i Catalogue of Life.